# Rustaq (huyện)
Rustaq là một huyện thuộc tỉnh Takhar, Afghanistan. Dân số thời điểm năm 1999 là 139,628 người.